# Airbus Helicopters H135
Airbus Helicopters H135 (ранее Eurocopter EC135) — двухмоторный легкий многоцелевой вертолет производства фирмой Airbus Helicopters, ранее известной как Eurocopter. Он способен выполнять полеты согласно правилам полетов по приборам  и оснащен цифровой автоматической системой управления полетом. Первый полет состоялся в феврале 1994 года, а серийное производство стартовало в 1996 году. К сентябрю 2020 года было поставлено 1400 вертолётов 300 операторам в 60 странах, общий налет всех аппаратов составил более 5 миллионов часов. H135 в основном используется в миссиях по медицинской эвакуации, в качестве корпоративного транспорта, вертолета правоохранительных органов, операциях на море и первичной военной летной подготовки. Половина из этих летательных аппаратов находится в Европе, а четверть в Северной Америке. H135M, сертифицированный под названием Eurocopter EC635 является военным вариантом H135, поэтому гражданский вариант известен как Airbus Helicopters H135, а военная вариант - как Airbus Helicopters H135M. В целом EC135/H135 является развитием более старой модели Messerschmitt-Bölkow-Blohm (MBB) Bo 105.
Вертолет построен с широким использованием композитных материалов. Выпускается в нескольких модификациях.

## Разработка

### Предпосылки создания и первоначальная разработка
Разработка H135 началась до образования Eurocopter немецкой авиастроительной фирмой Messerschmitt-Bölkow-Blohm (MBB) под обозначением Bo 108 в 1970-х годах. MBB разработала его в сотрудничестве с французской компанией Aérospatiale. Bo 108 изначально задумывался как демонстратор технологий, сочетающий в себе характеристики коммерчески успешного MBB Bo 105 с новыми достижениями в авионике и аэродинамически обтекаемым дизайном. Технологии, использованные на Bo 108, включали первое использование на вертолете электронно-цифровой системы управления двигателем (FADEC), бесшарнирный несущий винт и использование новой трансмиссии. Первый прототип, оснащенный двумя двигателями Allison 250-C20R/1 совершил свой первый полет 17 октября 1988 года. В июне 1991 года последовал испытательный полет второго Bo 108, на этот раз с двумя двигателями Turbomeca TM319-1B Arrius. В отличие от вертолетов более позднего производства, оба демонстратора технологий летали с  рулевыми винтами, выполненными по обычной схеме.
В конце 1990-х годов конструкция летательного аппарата была пересмотрена с изменением рулевого винта с использованием схемы «Фенестрон», усовершенствованного жесткого несущего винта, широкого использования композитных материалов в конструкции вертолета и усовершенствованных систем звукоизоляции. В конструкции вертолета применяется огромное количество композиционных элементов, что дало возможность уменьшить его вес и разрешить проблему коррозии металлических элементов. При помощи этого производитель смог добиться уменьшения  эксплуатационных расходов на 20 процентов в сравнении с BO105 при больших технических характеристиках. Было решено провести полную программу сертификации, в результате чего было произведено два предсерийных прототипа. В то же время Bo 108 получил новое обозначение EC135, соответствующее недавно созданной компании Eurocopter. На этом этапе было решено, что EC135 следует разрабатывать с возможностью установки на него двух конкурирующих двигателей: Turbomeca Arrius и Pratt & Whitney Canada PW200. В 1994 году были построены два предсерийных прототипа с обоими двигателями. Обе силовые установки оказались успешными и использовались на последующих серийных самолетах.
В январе 1995 года EC135 впервые появился публично на выставке Heli-Expo в Лас-Вегасе, где, как сообщается, потенциальные покупатели были впечатлены его внешним видом и характеристиками. Еще одной особенностью, которая стала очевидной после ввода в эксплуатацию, был низкий уровень шума, отчасти благодаря хвостовому оперению «Фенестрон». EC135 был самым тихим самолетом в своем классе на протяжении более 15 лет. Несмотря на то, что конструкция вертолета была ориентирована в первую очередь на службы авиационной скорой медицинской помощи, EC135 оказался весьма привлекательным для широкого круга эксплуатантов. Сертификат типа от европейского Объединенного авиационного управления был получен в июне 1996 года, а итоговое одобрение Федерального управления гражданской авиации США последовало в июле того же года.
В декабре 1999 года EC135 получил сертификат IFR (SPIFR), позволяющий управлять EC135 одним пилотом от Федерального управления авиации Германии (LBA). В декабре 2000 года Управление гражданской авиации Соединенного Королевства также выдало вертолету сертификат SPIFR.

### Дальнейшая разработка и производство

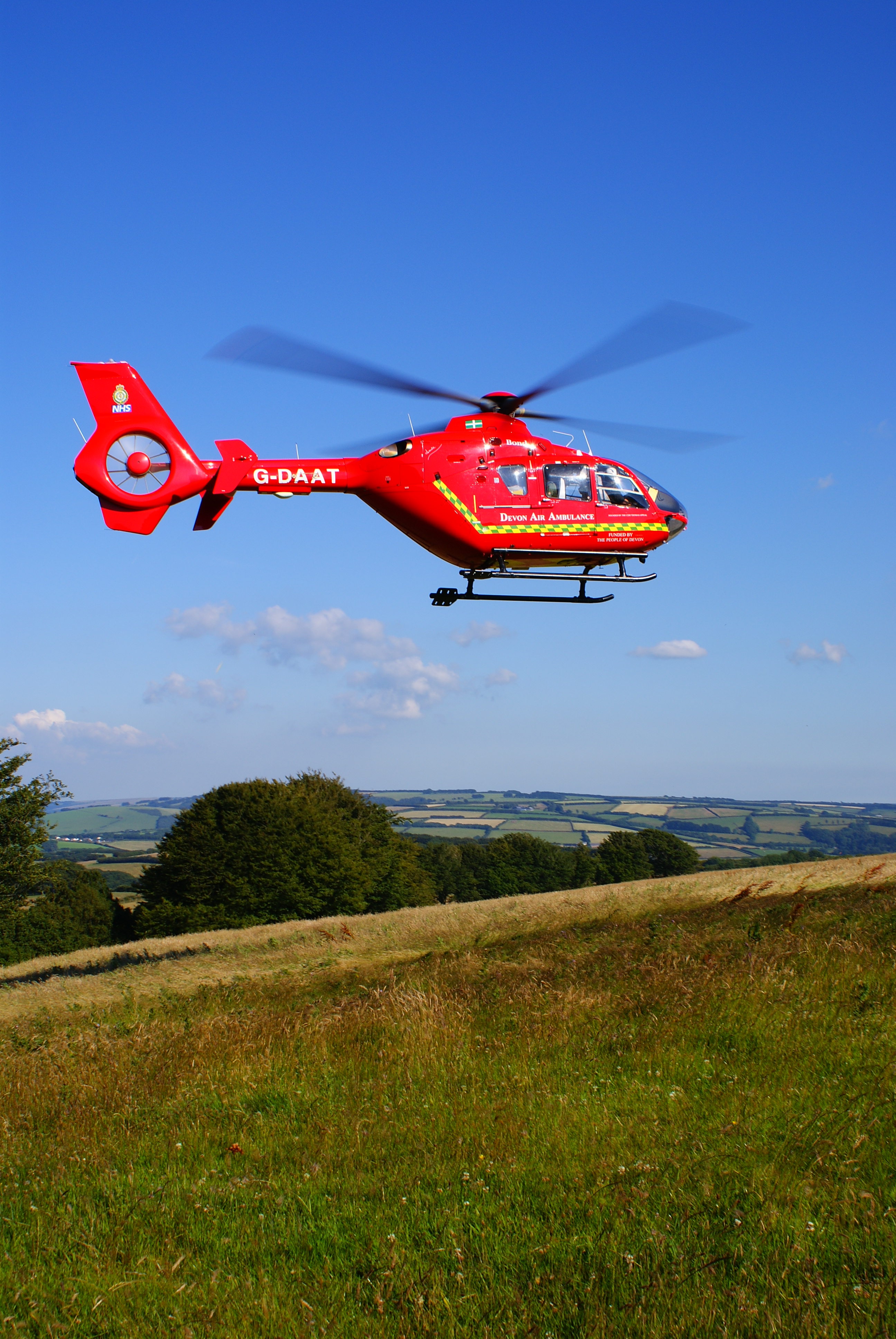
EC135 воздушной службы медицинской помощи графства Девон, Великобритания

В 2000 году Eurocopter объявил о начале сертификационных работ по вертолету версии EC135P2 с двигателем Pratt & Whitney Canada PW206B2, предлагающим улучшенные характеристики каждого двигателя и 30-секундную работу двигателей в аварийной ситуации. СертификатФедерального управления авиации Германии был получен в июле 2001 года, а первый EC135 с новыми двигателями был передан шведской полиции в августе 2001 года. В сентябре 2002 года стал доступен вариант EC135T2, оснащенный улучшенным двигателем Turbomeca Arrius 2B2, обеспечивающим улучшенные характеристики каждого из двигателей.
В 2002 году совершил свой первый полет демонстратор технологий активного управления вертолетом EC135 (ACT/FHS), исследовательский вертолет, предназначенный для тестирования оптоволоконных систем управления полетом. В 2014 году В Airbus Helicopters начали испытывать демонстрационный вертолёт Bluecopter, созданный для изучения более эффективных элементов конструкции, в том числе создание более экономичной однодвигательной версии вертолета, стреловидных лопастей несущего винта Blue Edge для снижения шума и снижения расхода топлива, перемещения горизонтального стабилизатора за пределы нисходящего потока несущего винта, активный руль направления и использование новой краски на водной основе. Все эти изменения были направлены на снижение расхода топлива на 40%. В декабре 2014 года испытания Bluecopter'а с одним двигателем были отложены до лета 2016 года, чтобы внести необходимые изменения в авионику, в частности, в электронно-цифровую систему управления двигателем.
В марте 2007 года на выставке Национальной ассоциации деловой авиации в Атланте компания Eurocopter представила вариант EC135 L'Hélicoptère par Hermès (вертолет от Hermès), специальную VIP-модель, разработанную французским домом моды Hermès. Вертолет имеет роскошную четырехместную основную кабину, отделенную от кабины пилотов раздвижной стеклянной перегородкой, фирменный багажный отсек, переработанное полозковое шасси и другие внешние изменения. Стартовым заказчиком этого типа является компания Falcon Aviation Services (FAS), базирующаяся в Абу-Даби, Объединенные Арабские Эмираты. В июле 2014 года Airbus Helicopters предоставила дополнительные возможности персонализации EC135 l'Helicoptere par Hermes под конкретных клиентов.
В 2011 году Eurocopter официально заключила лицензионное производственное соглашение с компанией Zhong-Ou International Group на производство вертолетов EC135 на авиационном заводе в провинции Чжэцзян, Китай. В октябре 2015 года между фирмами Airbus Helicopters и Ecopark было подписано письмо о намерениях по созданию линии окончательной сборки в  Циндао. В том же месяце было объявлено о заказе на 1,1 миллиарда долларов на 100 вертолетов H135 китайской сборки. Большая часть сборочных работ по этому вертолету остается на заводе Airbus Helicopter в Донауверте. Строительство линии окончательной сборки началось в мае 2017 года и закончилось вводом в эксплуатацию в апреле 2019 года.
В январе 2016 года стало известно, что Уральский завод гражданской авиации входящий в состав холдинга Ростех заключил соглашение с Airbus Helicopters о лицензионной сборке легких двухдвигательных вертолетов H135. Ожидается, что на завод поставят комплекты для изготовления четырех бортов. По словам экспертов авиационной отрасли, сборка H135 на территории России позволит существенно сократить их стоимость. Если готовые воздушные суда облагаются импортной пошлиной в 15,7%, при ввозе комплектов ее величина составляет всего 3–5%. Реализацию заключенного соглашения планируется начать с производства в 2017 году четырех Airbus Helicopters Н135.
Два варианта, EC135 T3 и P3, были разработаны с улучшенными характеристиками при полете на большой высоте и в режиме висения. Модернизация заключается в изменении положения воздухозаборников двигателей, установку более широких лопастей несущего винта и изменения в хвостовом устройстве защиты от крутящего момента фенестрона. EC135 T3 был введен в эксплуатацию в декабре 2014 года.
В декабре 2020 года EASA сертифицировало вертолет H135 в версии альтернативной полной массы (Alternate Gross Weight - AGW). В новой версии максимальная взлетная масса и полезная нагрузка были увеличены до 120 кг. H135AGW имеет увеличенную дальность полёта до 139 км и автономность полёта до 40 минут в стандартных условиях. Комплектация AGW доступна в качестве опции и может быть применена задним числом ко всем вертолетам H135, оснащенным комплексом авионики Helionix производства Airbus.
В декабре 2020 года Airbus Helicopters сертифицировала новую кабину IFR Helionix, предназначенную для управления одним пилотом для своих вертолетов H135. Модифицированная кабина позволяет клиентам выбирать, удалять ли место второго пилота, чтобы увеличить поле зрения, или оставить его для установки специализированного оборудования.

## Конструкция

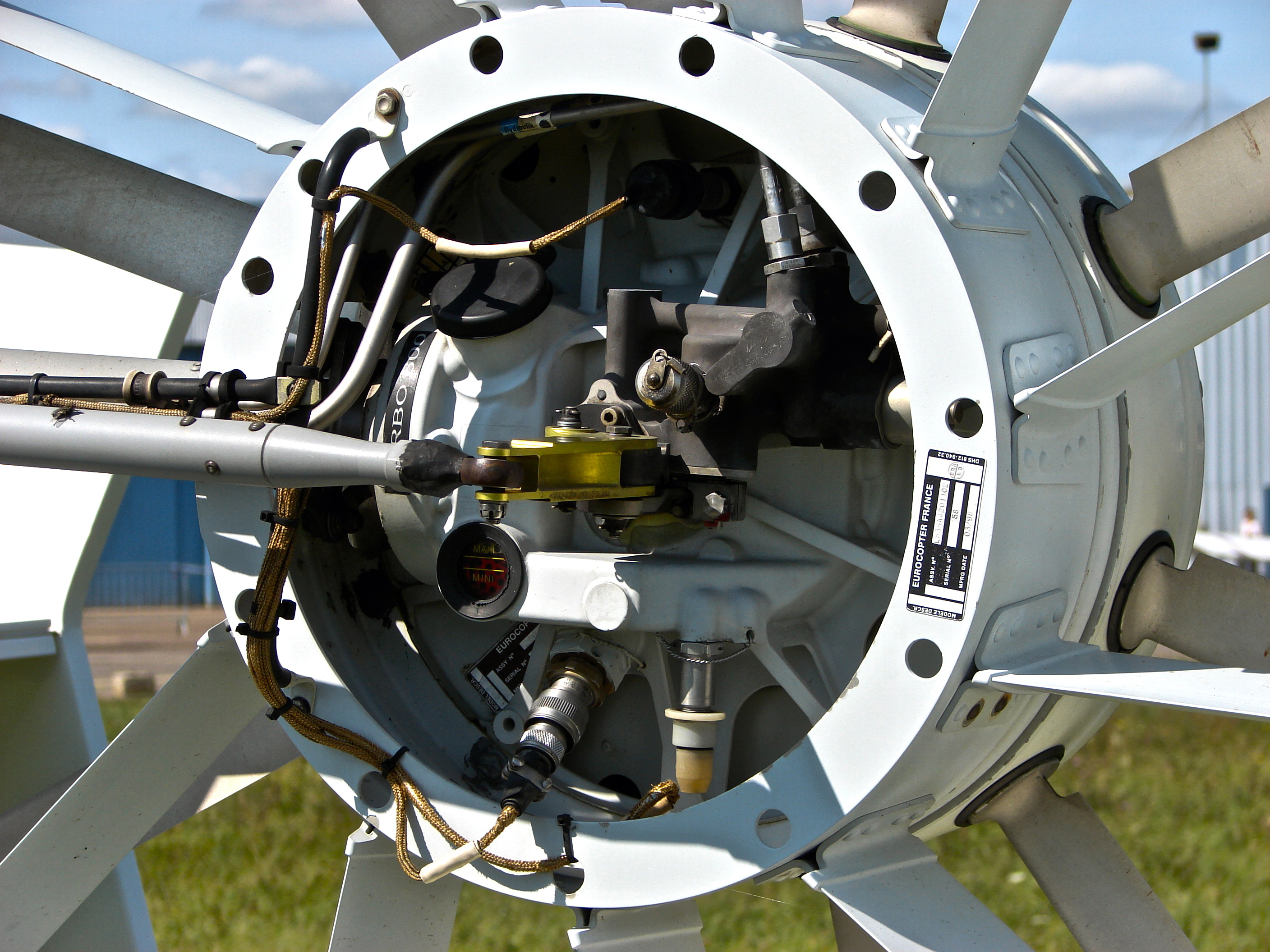
Конструкция рулевого винта выполненного по схеме «фенестрон» вертолета EC135

H135 — легкий многоцелевой вертолет, оснащенный двумя двигателями. В качестве альтернативы он может быть оснащен парой двигателей Turbomeca Arrius 2B либо Pratt & Whitney Canada PW206B, в зависимости от предпочтений клиента, которые в названии варианта обозначают букву T или P соответственно. Несущий винт имеет четырехлопастную бесшарнирную конструкцию из армированного волокном композитного материала. Прогрессивные решения, применяемые в конструкции несущего винта повысили его производительность во время полета и существенно снизили затраты на техническое обслуживание. Вертолёт является самым тихим в своем классе, оснащенный антирезонансной системой шумоизоляции для гашения вибрации несущего винта. Устройство противодействия крутящему моменту хвостового винта типа «Фенестрон» этого вертолета может активно регулироваться с помощью режима оптимизации работы винта, который обеспечивает лучшую управляемость при взлете и приземлении с высокой загрузкой летательного аппарата. Он способен выполнять полеты категории А (разрешаются полеты, выполняемые по правилам полетов по приборам) во всем диапазоне полетов.
H135 может быть оснащен либо обычной кабиной экипажа, либо стеклянной кабиной Avionique Novelle. Последняя позволяет выполнять полет по приборам одному пилоту. Стеклянная кабина оборудована несколькими жидкокристаллическими дисплеями, в том числе двумя дисплеями Sextant SMD45 и дисплеем центральной панели. Основной комплект авионики поставлен французской компанией Thales Group. Вертолет может быть оснащен различными комплексами авионики от таких производителей, как российская компания «Транзас» и британская фирма Britannia 2000. В частности, «Транзас» начала поставку комплектов оборудования в составе: система раннего предупреждения приближения к земле (СРППЗ) ТТА-12Н, спутниковый приемоиндикатор TSS, работающий по сигналам ГЛОНАСС/GPS и многофункциональный 12-дюймовый индикатор TDS-12 для оснащения вертолетов ЕС-135.

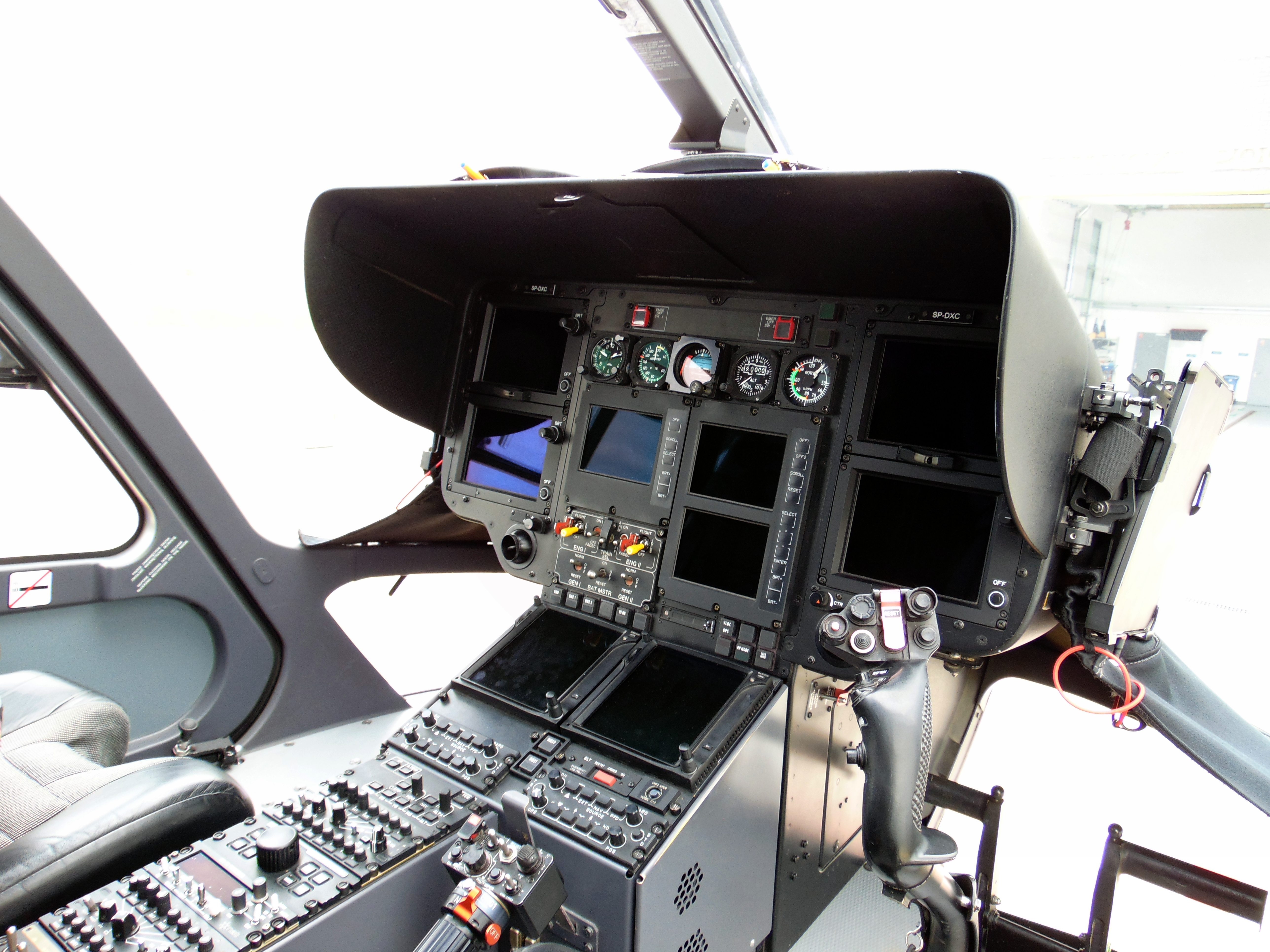
Кабина EC135

Новая вариант H135 может быть оснащен четырехосным автопилотом, который входит в состав комплекса авионики Helionix. Этот пакет обеспечивает H135  высокий уровень унификации с несколькими другими винтокрылыми машинами производства Airbus Helicopters, включая H145, H160 и H175. Более ранние версии EC135 были оснащены трехосным автопилотом со встроенной системой повышения устойчивости с индикатором первого предела (First Limit Indicator - FLI), упрощающим контроль двигателя и крутящего момента. Также опционально могут быть установлены сенсорные экраны в кабине пилотов.
Для H135 доступны различные конфигурации главной кабины и кабины пилотов в зависимости от выполняемой роли и предпочтений заказчика. Вертолёт может вместить до пяти пассажиров и пилотов в стандартном представительском салоне или семь пассажиров в плотном корпоративном салоне. Производитель также предлагает многофункциональные интерьеры, позволяющие быстро менять и переоснащать основную зону пассажирского салона. Доступ в основную кабину EC135 осуществляется либо через большие двери по обеим сторонам кабины, либо через раскладные двери, расположенные в задней части кабины, прямо под хвостовой балкой самолета. Раскладные двери особенно привлекательны для служб скорой медицинской помощи и грузовых операторов.

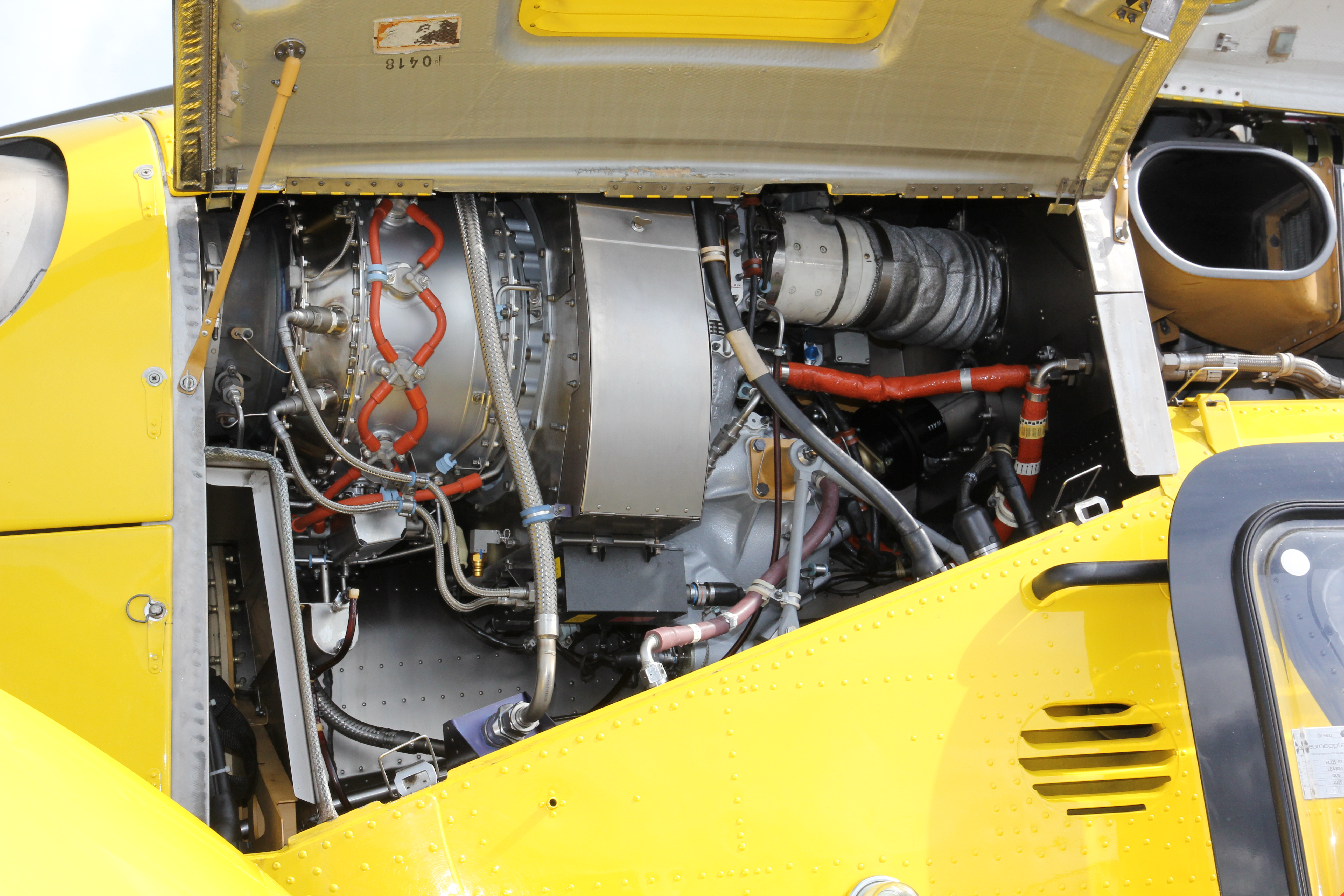
Один из двигателей Pratt & Whitney Canada PW200, установленных на вертолет H135P2

В салоне может быть установлено медицинское оборудование, такое как бортовые палаты интенсивной терапии (в том числе с реанимационным функционалом), инкубаторы, гигиеничное напольное покрытие. В горноспасательной конфигурации в кабине могут одновременно разместиться двое носилок, а также, анестезиолог, оператор подъемной лебедки, механик и горноспасатель.
Airbus Helicopters предлагает заказчикам различные конфигурации вертолёта как обладающие «уникальной адаптируемостью» для различных задач, включая выполнение корпоративных перевозок, доставку коммерческих грузов и оборудования, а также обучение пилотов как в гражданских, так и военных целях. Оборудование для вертолетов, предназначенных для правоохранительных органов включает внешние громкоговорители, систему спуска, прожекторы с лазерными указателями, подъемники, установленные слева или справа по борту, и электрооптические модули. Вертолеты предназначенные для поддержки морской добычи нефти и газа H135 может быть оснащен погодными и поисковыми радиолокационными станциями, средствами аварийной плавучести, включая автоматический внешний спасательный плот, энергопоглощающие сиденья, сертифицированные внешние подъемники класса D и ударопрочные топливные баки. Для грузовых операций можно установить внешний крюк для перевозки подвешенных грузов массой до 272 кг. В качестве функций, которые можно использовать при обучении пилотов могут быть выбраны такие функции, как система регистрации маневров для послеполетного анализа, интуитивно понятный человеко-машинный интерфейс, специальные учебные модули, режим обучения с одним неработающим двигателем и полноценные наземные тренажеры.

## История службы

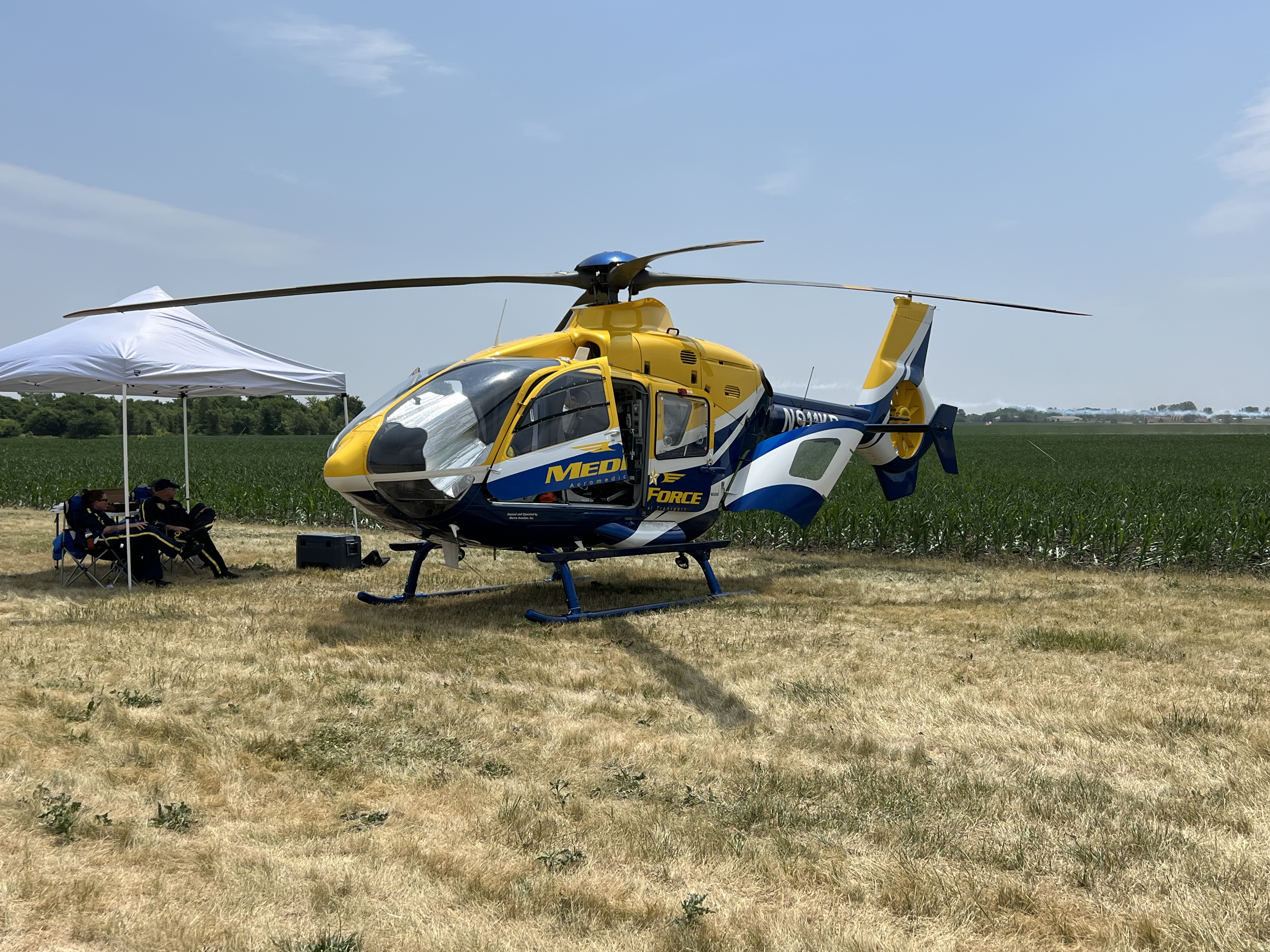
Медицинский Eurocopter EC135 P1 дежурящий на авиашоу в Дэвенпорте, США в 2023 году

Поставки EC135  начались в августе 1996 года, когда два вертолета, были переданы немецкому оператору скорой медицинской помощи DRF Luftrettung. Сотый EC135 был передан полиции федеральной земли Бавария в июне 1999 года, к этому моменту мировой парк самолетов налетал в общей сложности около 30 000 часов. В сентябре 2003 года 300-й EC135 был передан британской компании McAlpine Helicopters. На тот момент EC135 был самым продаваемым новым легким двухмоторным вертолетом на рынке Великобритании.
В 2011 году Eurocopter объявила, что тысячный EC135, который будет произведен, был поставлен немецкому оператору ADAC, примерно через 15 лет с начала производства. В 2012 году журнал Flying признал EC135 «самым продаваемым двухмоторным вертолетом в отрасли». Мировым лидером по налету этого типа является вертолет с бортовым номером G-NESV (серийный номер 0067), эксплуатируемый подразделением воздушных операций полиции Кливленда, базирующимся в аэропорту Тиссайд, Великобритания. Первоначально поставленный Северо-восточному подразделению воздушной поддержки в апреле 1999 года, он стал первым EC135 в мире, налет которого составил 10 000 часов.
В 2009 году EC135 стал первым вертолетом, выбранным для поддержки и обеспечения морской ветроэнергетики в Великобритании, после того как Управление гражданской авиации одобрило полеты вертолета на морскую ветряную электростанцию Грейтер-Габбард. Также EC135 использовался в Дании для перевозки персонала на морскую ветряную электростанцию Хорнс Рев. К 2013 году с использованием этого вертолета было осуществлено более 10 000 рейсов для выполнения этой и других сопутствующих задач. В Мексике компания Apoyo Logístico Aéreo эксплуатирует парк вертолетов EC135 для обслуживания  морских нефтегазовых платформ в Мексиканском заливе.
В 2013 году сообщалось, что EC135 в  обеспечивает примерно 25% общего количества рейсов неотложной медицинской помощи в мире и что более 500 EC135 были поставлены в  конфигурации вертолета скорой медицинской помощи. К концу 2013 года, когда было инициировано кратковременное прекращение эксплуатации этого типа из-за проблем с безопасностью датчиков уровня топлива, EC135 составлял половину действующего парка санитарной авиации Великобритании. В октябре 2014 года на китайский рынок поступил первый полностью укомплектованный вертолет скорой помощи EC135.
Немецкая армия использует 19 летательных аппаратов H135 в качестве базовых учебно-тренировочных вертолетов в Школе армейской авиации в Бюкебурге. Их средняя эксплуатационная готовность превышает 95 процентов. В 2014 году в командовании Бундесвера отметили, что во время тренировок на посадку на авторотации существует вероятность растрескивания ротора винта из-за возникающих вибраций, что сокращает срок службы несущего винта. 13 учебно-тренировочных вертолетов EC135 были закуплены Морскими силами самообороны Японии, они получили обозначение TH-135. По заявлению директора филиала компании Airbus Helicopters Japan Стефана Жину фирма также предоставляет полную поддержку в обслуживании и эксплуатации парка вертолетов, включая оперативную доставку запасных частей и техническую поддержку, чтобы обеспечить безопасное и эффективное обучение японских пилотов .

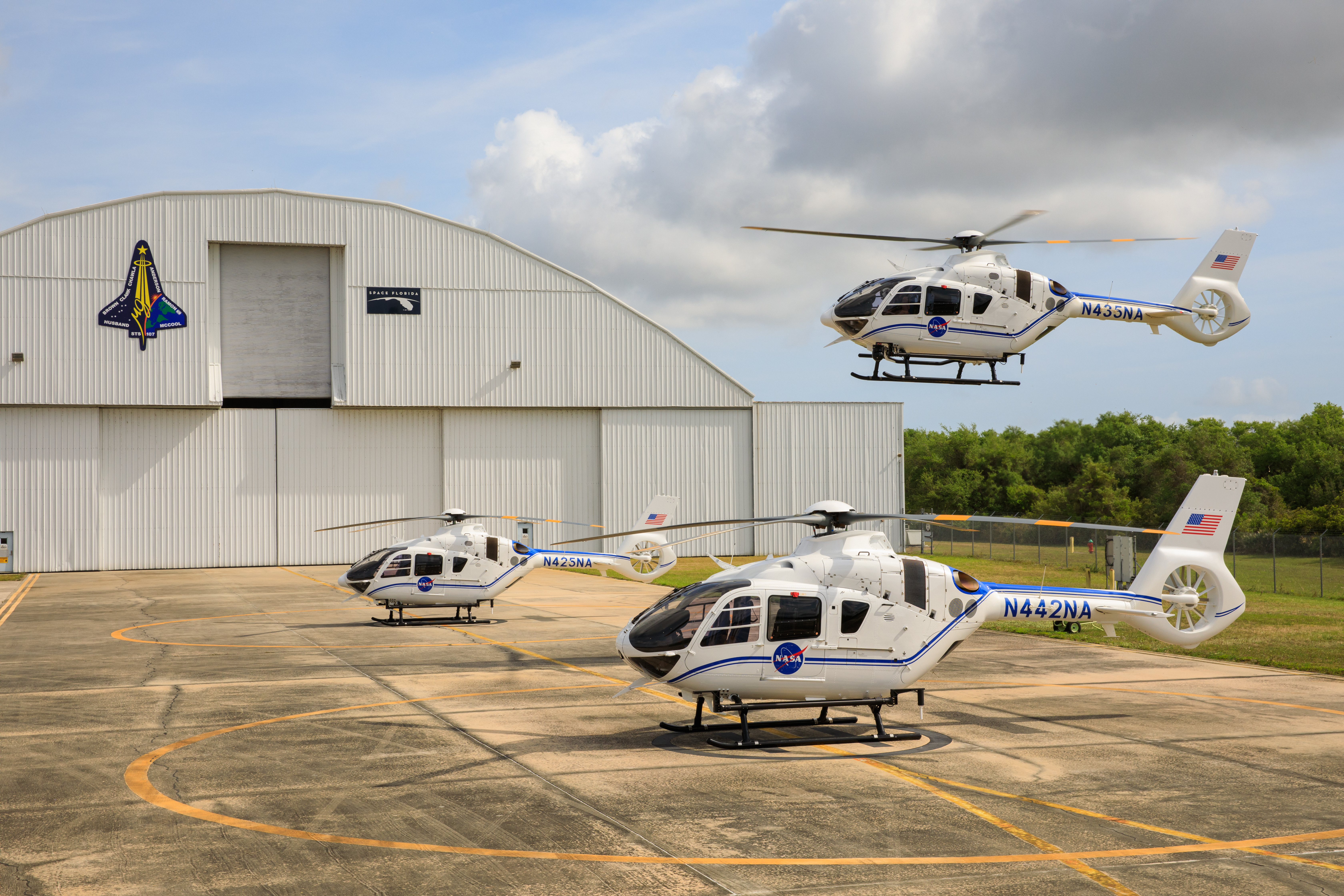
Три Airbus Helicopters H135, принадлежащие НАСА на летном поле Космического центра Кеннеди в Флориде, в 2021 году

В декабре 2014 года первый серийный EC135 T3 поступил на вооружение итальянской горноспасательной компании Aiut Alpin Dolomites. В июне 2015 года Airbus Helicopters поставила первый H135, модернизированный по сравнению с более ранней версией EC135. Изменения включают увеличенный в диаметре несущий винт, смещенные относительно фюзеляжа воздухозаборники двигателя, улучшенные характеристики двигателей, а также удаление концевых пластин горизонтального стабилизатора и увеличение площади его размаха.
В январе 2016 года компания Airbus и Уральский завод гражданской авиации заключили лицензионный договор на производство в России вертолетов Airbus Helicopters H135. Еще два соглашения УЗГА подписал с французской компанией Turbomeсa. В соответствии с ними УЗГА будет собирать двигатели Arrius B2BPlus для Airbus Helicopters H135 и производить технический ремонт силовых агрегатов. В мае было заявлено о планируемых поставках 160 медицинских вертолетов H135 в течение ближайших 10 лет. Переговоры велись с МЧС России, департаментами здравоохранения Московской и Ленинградской области, Московским авиационным центром и некоторыми другими компаниями.
В 2017 году Королевские ВВС получили первые два из 29 вертолетов H135, получивших обозначение Juno HT.1 для британской военной системы летной подготовки, обучение было проведено компанией Ascent Flight Training.
В 2018 году Вооруженные силы Австралии создали Объединенную вертолетную школу, в которой эксплуатируются 15 вертолетов EC135T2+, закупленных в рамках проекта Air 9000 Phase 7, для обучения пилотов австралийской армии и Королевского военно-морского флота Австралии. Школа действует в рамках 723-й эскадрильи ВМС на авиабазе Альбатрос (HMAS Albatross (air station)). В 2024 году, после вывода из эксплуатации вертолетов MRH-90 Taipan правительство Австралии объявило, что оно арендует 5 единиц H135T3 (Juno) у Министерства обороны Соединенного Королевства на пять лет для обеспечения «основных требований к обучению» пилотов австралийской армии. Вертолеты будут базироваться в Центре армейской авиации Оукей.

## Варианты
EC135 P1

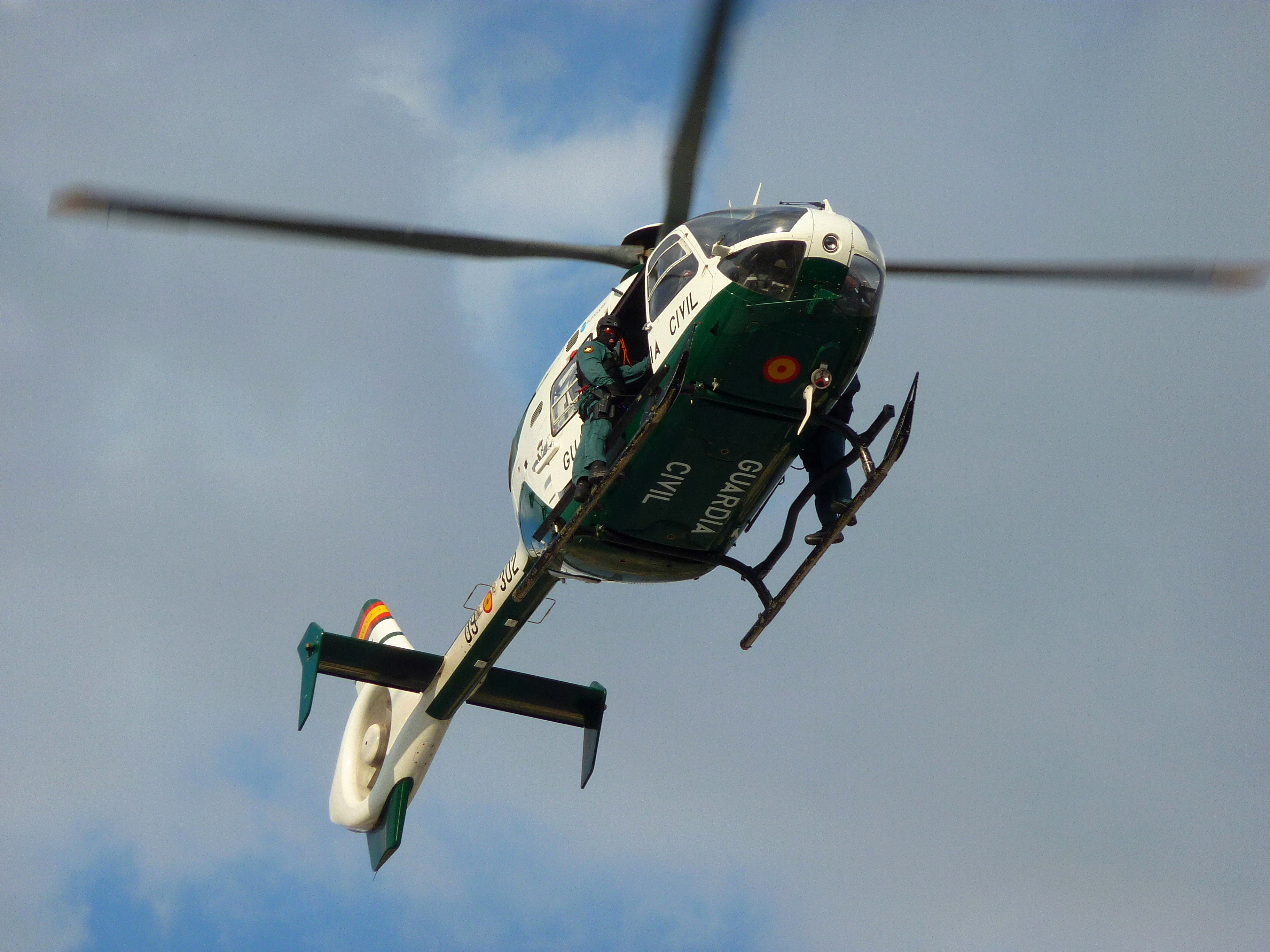
EC135 P2 Гражданской гвардии Испании перевозит бойцов специального назначения из подразделения Unidad Especial de Intervención

Оснащен двумя двигателями Pratt & Whitney Canada PW206B мощностью 463 кВт (621 л.с.) (номинальные характеристики соответствуют взлетной мощности). Более поздние версии имеют систему отображения на центральной панели с ЖК экраном.   Первоначальная максимальная взлетная масса (M.T.O.W.) составляла 2630 кг, позже была увеличена до 2720 кг, а затем до 2835 кг.
EC135 T1
Оснащен двумя двигателями Turbomeca Arrius 2B1/2B1A/2B1A1 мощностью 435 кВт (583 л.с.). Более поздние версии имеют систему отображения на центральной панели с ЖК экраном. Начальная максимальная взлетная масса  2630 кг, позже была увеличена до 2720 кг, а затем до 2835 кг.
EC135 P2
Оснащен двумя двигателями Pratt & Whitney Canada PW206B2 мощностью 463 кВт (621 л.с.). Имеет повышенные термодинамические и механические характеристики при одном неработающем двигателе (крутящий момент при одном неработающем двигателе 128%). Заменил EC135 P1 в производстве в августе 2001 года.
EC135 T2
Оснащен двумя двигателями Turbomeca Arrius 2B2 мощностью 452 кВт (606 л.с.). Имеет повышенные термодинамические и механические характеристики при одном неработающем двигателе (крутящий момент при одном неработающем двигателе 128%). Заменил EC135 T1 в производстве в августе 2002 года.
EC135 P2+ (Маркетинговое название EC135 P2i)
Текущая серийная версия с двигателями Pratt & Whitney Canada PW206B2 мощностью 498 кВт (667 л.с.) с обновленным программным обеспечением электронно-цифровой системой управления двигателем, а также максимальной взлетной массой 2910 кг. Модернизация также заключается в увеличении времени между капитальными ремонтами агрегатов вертолёта и замене смазочного масла главной передачи. Создан в Германии и Испании.
EC135 T2+ (Маркетинговое название EC135 T2i)
Текущая серийная версия с двигателями Turbomeca Arrius 2B2 мощностью 473кВт (634 л.с.) с обновленным программным обеспечением электронно-цифровой системой управления двигателем, а также максимальной взлетной массой 2910 кг. Модернизация также заключается в увеличении времени между капитальными ремонтами агрегатов вертолёта и замене смазочного масла главной передачи. Создан в Германии и Испании.
EC135 P2+ (Маркетинговое название EC135 P2e)
Маркетинговое обозначение вертолета с увеличенной взлетной массой. 2950 кг в пределах ограниченного диапазона полета.
EC135 T2+ (Маркетинговое название EC135 T2e)
Маркетинговое обозначение вертолета с увеличенной взлетной массой. 2950 кг в пределах ограниченного диапазона полета.
EC135 P3
Версия с двигателями Pratt & Whitney Canada PW206B3 мощностью 528 кВт (708 л.с.) с обновленным программным обеспечением электронно-цифровой системой управления двигателем, а также максимальной взлетной массой 2980 кг. Поступил на рынок в 2014 году.
EC135 T3
Версия с двигателями Arrius 2B2Plus мощностью 492 кВт (660 л.с.) с обновленным программным обеспечением электронно-цифровой системой управления двигателем, а также максимальной взлетной массой 2980 кг. Поступил на рынок в 2014 году.
EC635/H135M  (Eurocopter EC635)
Военная версия Eurocopter EC135. Двухмоторный вертолёт, способный перевозить до 8 человек, включая пилота, а также различную военную технику и вооружение. Вертолет предназначен для перевозки войск, медицинской эвакуации, перевозки грузов, разведки и наблюдения, а также задач боевой поддержки. Первоначально был разработан для удовлетворения потребностей португальской армии в вертолете огневой поддержки и миссий по эвакуации. Находится в эксплуатации вооруженных сил Иордании, Швейцарии и Ирака.
TH-135
Военно-учебный вариант, разработанный на базе вертолета EC135 T2+.
ACH135
Корпоративный вариант Н135.

## Операторы

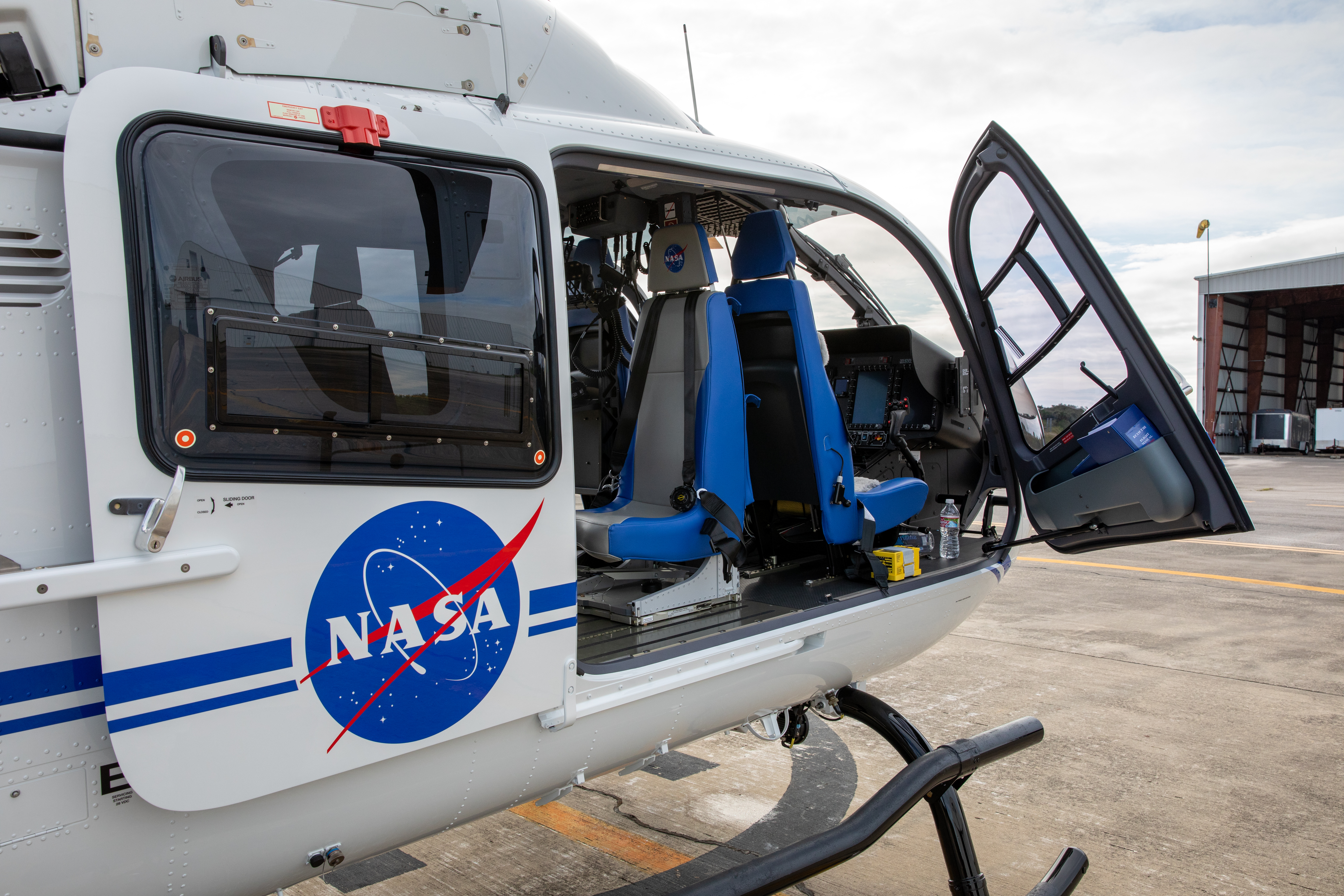
Кабина Airbus Helicopters H135 принадлежащего НАСА

В 2016 году половина находящихся в эксплуатации самолетов EC135 была задействована в операциях по оказанию неотложной медицинской помощи, 17% - в перевозке пассажиров, 16% - в государственных службах (обычно правоохранительные органы), 10% - в военных целях, 4% - в морских операциях (обычно морская ветроэнергетика), а остальные 3% в качестве военно-учебных.
1400-й вертолёт был поставлен заказчику в сентябре 2020 года. Более 300 клиентов в 60 странах налетали более 4,5 миллионов часов на этом типе вертолета. Большинство из этих летательных аппаратов находится в Европе (641), за ними следуют Северная Америка (316) и Азия (195).

### Правительственные операторы
Представлены некоторые правительственные операторы вертолета H135.
 Австралия
- Авиакрыло полиции Нового Южного Уэльса[42]
- Полиция штата Виктория
- Полиция штата Квинсленд

 Австрия
- Федеральная полиция Австрии

 Аргентина
- Федеральная полиция Аргентины
- Национальная жандармерия Аргентины

 Великобритания
- Национальная авиационная служба полиции[43]
- Полиция Шотландии[44]
- Полиция Северной Ирландии
- Тринити-хаус[45]

 Германия
- Федеральная полиция Германии
- Земельная полиция Германии (Landespolizei)

 Испания
- Национальная полиция Испании
- Гражданская гвардия Испании

 Канада
- Провинциальная полиция Онтарио[46]

 Литва

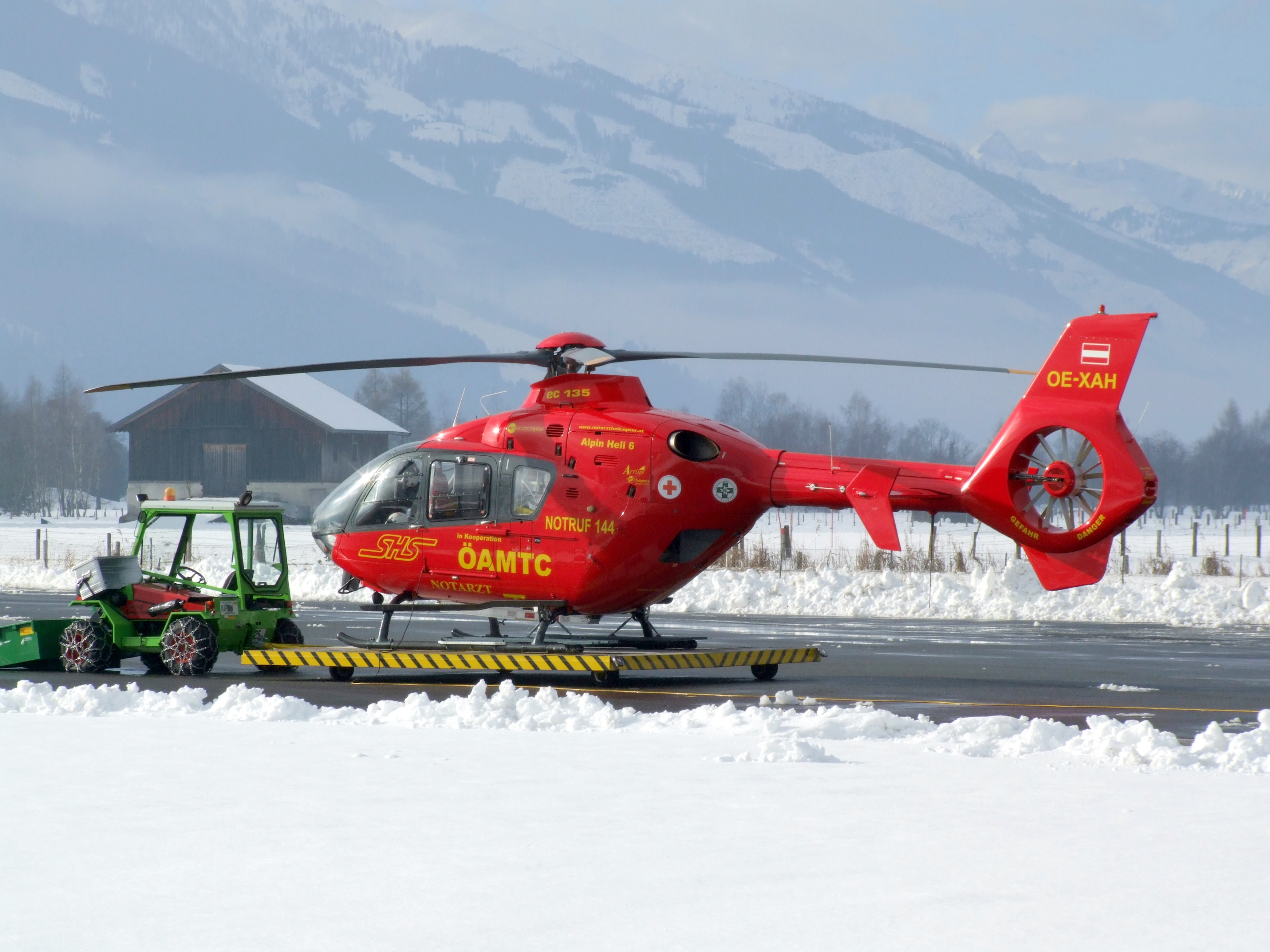
Транспортировка медицинского EC135 австрийской компании Alpin Heli

- Служба охраны государственной границы Литвы[47]

 Нидерланды
- Скорая медицинская помощь в Нидерландах
- Нидерландская национальная полиция

 Норвегия
- Полиция Норвегии[48]

 Польша
- Служба санитарной авиации Польши
- Пограничная стража Польши[49]

 Румыния
- Аварийно-спасательная служба Румынии[50]
- Полиция Румынии[51]

 Словения
- Полиция Словении[52]

 Соединенные Штаты Америки
- Полиция Массачусетса
- Офис шерифа округа Брауард[53]
- NASA[54]

 Турция
- Министерство здравоохранения Турции[55]

 Хорватия
- Полиция Хорватии[56]

 Чехия
- Полиция Чехии[57]

 Чили
- Карабинерия Чили[58]

 Япония
- Национальное полицейское агентство Японии[59]

### Военные операторы

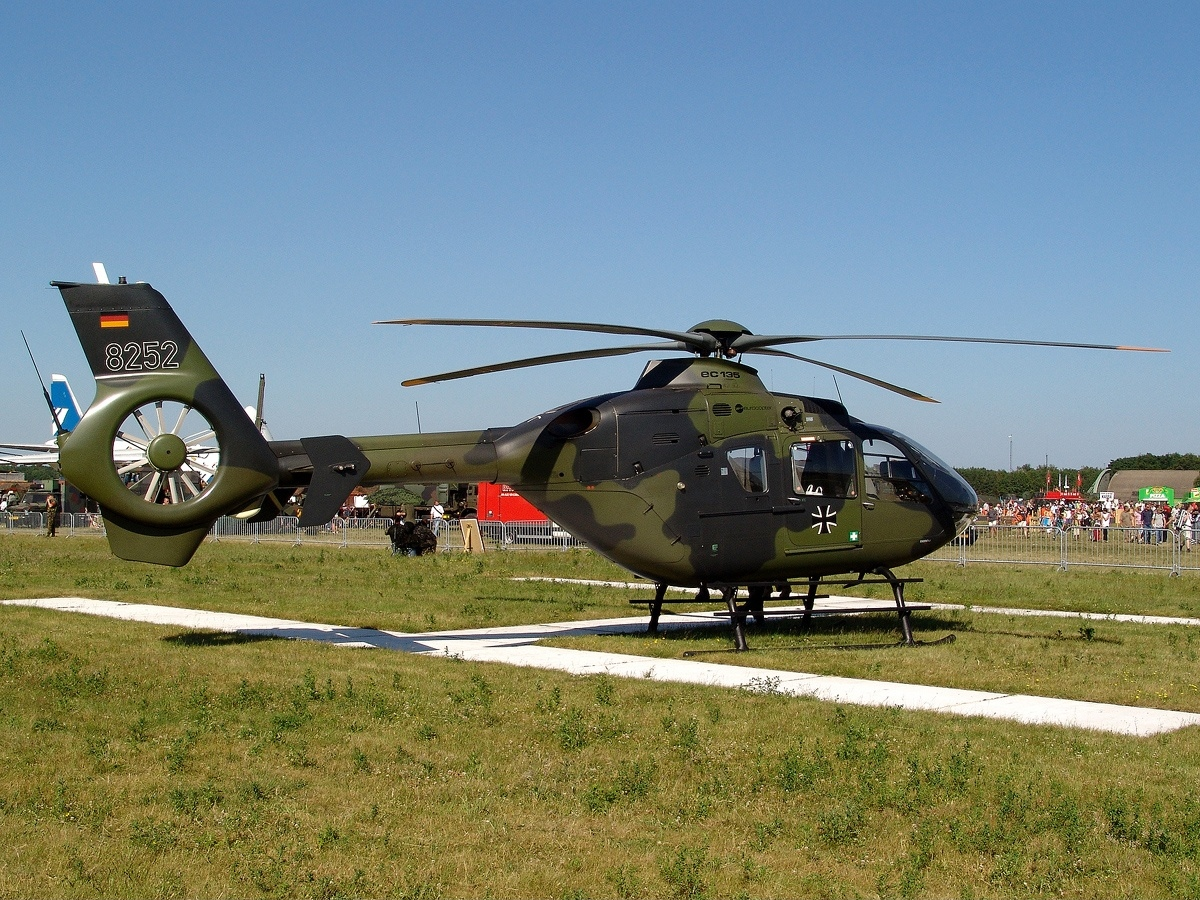
Вертолёт EC135 T1 Сухопутных войск Германии в 2005 году

Представлены некоторые военные операторы вертолета H135.
 Австралия
- ВМС Австралии- 15 вертолетов EC135T2+[60]
- Сухопутные войска Австралии - 5 вертолетов EC135 T3, полученных в лизинг от Министерства обороны Великобритании[38]

 Бразилия
- ВВС Бразилии[61]
- ВМС Бразилии - 3 единицы EC135 T3 заказаны на замену Eurocopter AS355 Écureuil 2[англ.][62]

 Великобритания
- ВВС Великобритании - несколько единиц в составе 1-й учебной лётной школы ВВС[63]

 Германия
- Сухопутные войска Германии[61]

 Ирландия
- Воздушный корпус Ирландии[61]

 Испания
- Аэромобильные силы Армии Испании[64]

 Марокко

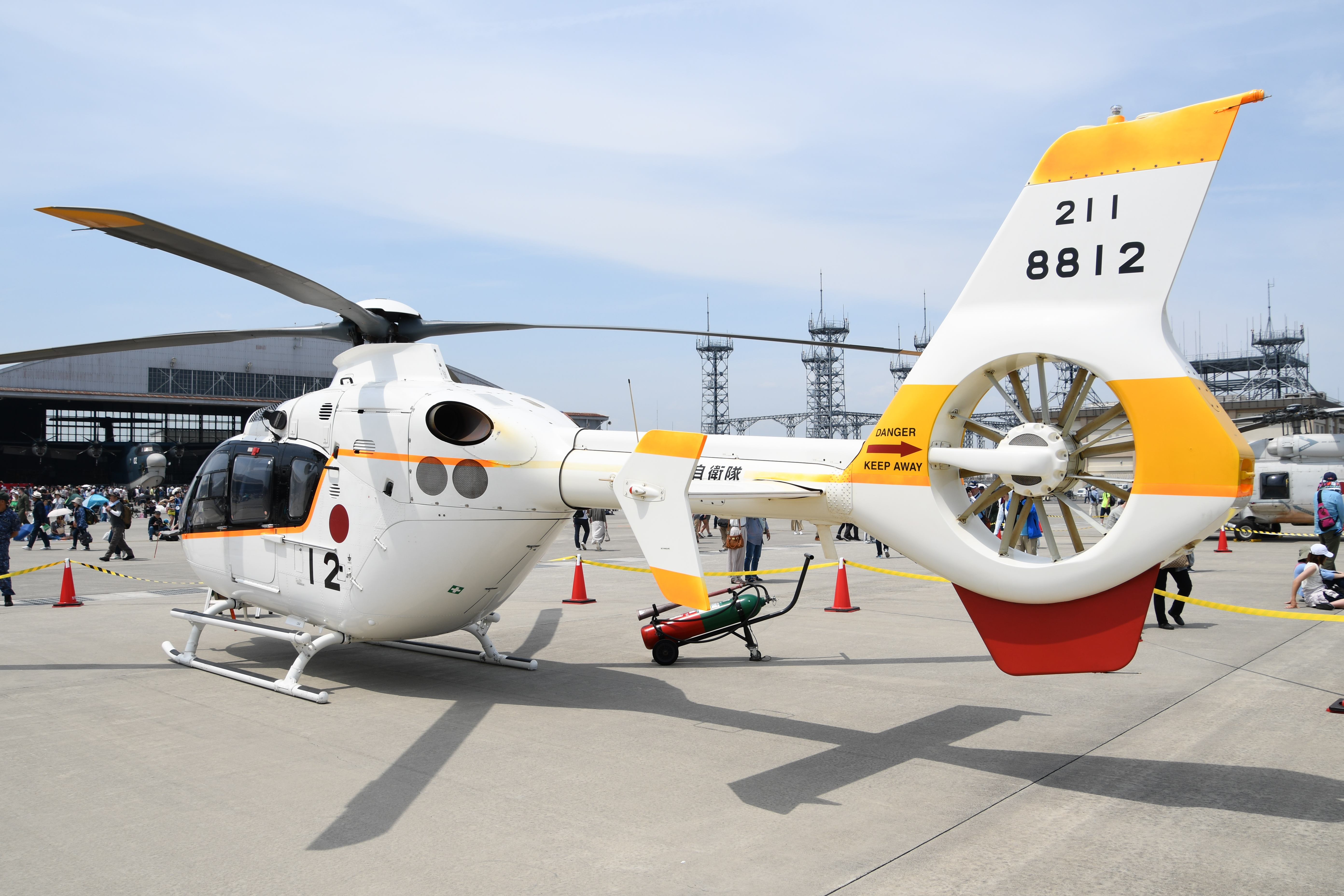
TH-135 (учебная версия вертолёта EC135 T2+) Морских сил самообороны Японии на авиабазе Ивакуни.

- ВВС Марокко H135 заказаны для учебно-тренировочных целей в 2022 году[65].
- Королевская жандармерия Марокко[66]

 Нигерия
- ВВС Нигерии[61]

 Япония
- Морские силы самообороны Японии[61]

## Аварии и происшествия
- 29 ноября 2013 г. вертолет EC135 T2 полиции Шотландии врезался в паб в Глазго, Шотландия. Погибли трое пассажиров вертолета, а также семь посетителей паба[67]. Департамент по расследованию авиационных происшествий Великобритании опубликовал свой окончательный отчет об аварии 23 октября 2015 года. В нем говорится, что «ни в одной части вертолета или его систем не было выявлено никаких существенных технических дефектов перед столкновением». Представители властей добавили, что важные топливоперекачивающие насосы были отключены «по неизвестным причинам» и что вертолет не приземлился в течение 10-минутного периода, указанного в контрольном списке пилота «Процедуры при чрезвычайных ситуациях и неисправностях», после постоянной активации предупреждений о низком уровне топлива, по неизвестным причинам[68].
- 28 августа 2023 года вертолёт EC135 принадлежащий офису шерифа округа Брауард во Флориде врезался в жилой дом после того, как свидетели заявили, что он начал сильно дымить во время полета, а затем развернулся и быстро потерял высоту. В результате крушения погибли офицер пожарно-спасательной службы шерифа Брауарда и житель здания, в которое врезался вертолет. Двое других членов экипажа не пострадали[69].

## Тактико-технические характеристики
Источник данных: Jane's 

Технические характеристики
- Экипаж: 1—2 пилота
- Пассажировместимость: до 6 пассажиров
- Длина: 12,16 м
- Длина фюзеляжа: 10,2 м
- Диаметр несущего винта: 10,2 м
- Диаметр фенестрона: 1,0 м
- Максимальная ширина фюзеляжа: 1,56 м (без хвостового оперения)
- Высота: 3,51 м (с хвостовым винтом)
- Площадь, ометаемая несущим винтом: 81,71 м²
- Колея шасси: 2,0 м
- Масса пустого: 1490 кг
- Максимальная взлётная масса: 2835 кг
  - с подвесным грузом: 2900 кг
- Масса подвески: 1360 кг
- Масса топлива во внутренних баках: 560 кг
- Силовая установка: 2 × турбовальных Turbomeca Arrius 2B2 (варианты EC 135 T1/T2/T2+) или
- Мощность двигателей: 2 × 606 л.с. (2 × 452 кВт (взлётная))
- Силовая установка: 2 × турбовальных Pratt & Whitney Canada PW206B2 (варианты EC 135 P1/P2/P2+)
- Мощность двигателей: 2 × 621 л.с. (2 × 463 кВт (взлётная))

Габариты грузовой кабины
- Длина: 3,06 м
- Ширина: 1,5 м
- Высота: 1,26 м
- Площадь пола: 4,3 м²
- Полезный объём: 4,8 м³

Лётные характеристики
- Максимально допустимая скорость: 259 км/ч
- Максимальная скорость: 256 км/ч
- Крейсерская скорость:  
  - с двигателями Turbomeca: 239 км/ч
  - с двигателями Pratt & Whitney: 230 км/ч
- Практическая дальность:  
  - с двигателями Turbomeca: 620 км
  - с двигателями Pratt & Whitney: 646 км
- Перегоночная дальность: (с увеличенным до 720 кг запасом топлива)
  - с двигателями Turbomeca: 798 км
  - с двигателями Pratt & Whitney: 833 км
- Продолжительность полёта:
  - с двигателями Turbomeca: 3 часа 24 мин.
  - с двигателями Pratt & Whitney: 3 часа 47 мин.
- Практический потолок: 3050 м
- Статический потолок:  
  - с использованием эффекта земли: 3050 м
  - без использования эффекта земли: 2195 м
- Скороподъёмность: 7,6 м/с
- Нагрузка на диск: 34,7 / 35,5 кг/м² (без / с подвеской)
- Тяговооружённость: 216,9 / 212,3 Вт/кг (без / с подвеской на трансмиссию при максимальной взлётной массе)